# Régiment de Boufflers (licencié en 1748)
Pour les articles homonymes, voir Régiment de Boufflers.
Le régiment de Boufflers est un régiment d’infanterie wallon du royaume de France créé en 1744 et licencié en 1748.

## Création et différentes dénominations
- 1er juillet 1744 : création du régiment de Boufflers
- 18 décembre 1748 : Licencié

## Colonels et mestres de camp
- 1er juillet 1744 : Charles-Joseph -Marie, duc de Boufflers

## Historique des garnisons, combats et batailles
L’Ordonnance du 1er juillet 1744 prescrivit la levée de deux régiments wallons, qui devaient se recruter dans les pays conquis en Flandre (l’autre régiment étant Royal-Wallon).
2 bataillons de 13 compagnies dont 1 de 3 officiers et 45 grenadiers et 12 de 3 officiers et 55 fusiliers.

## Drapeaux
Les drapeaux avaient 2 carrés verts, 1 blanc et 1 jaune (idem régiment Royal-Wallon).

Drapeau d’Ordonnance
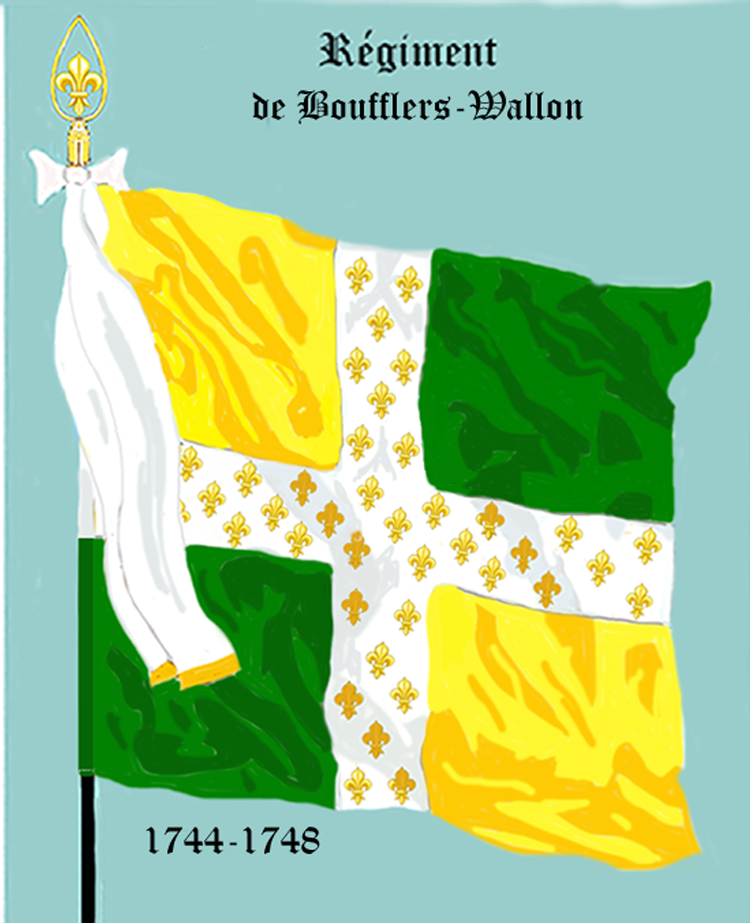
régiment de Boufflers de 1744 à 1748

## Habillement
Habit gris blanc avec collet et parements verts, boutons alternativement jaunes et blancs, veste et culotte rouges, chapeau bordé de blanc.

Uniformes
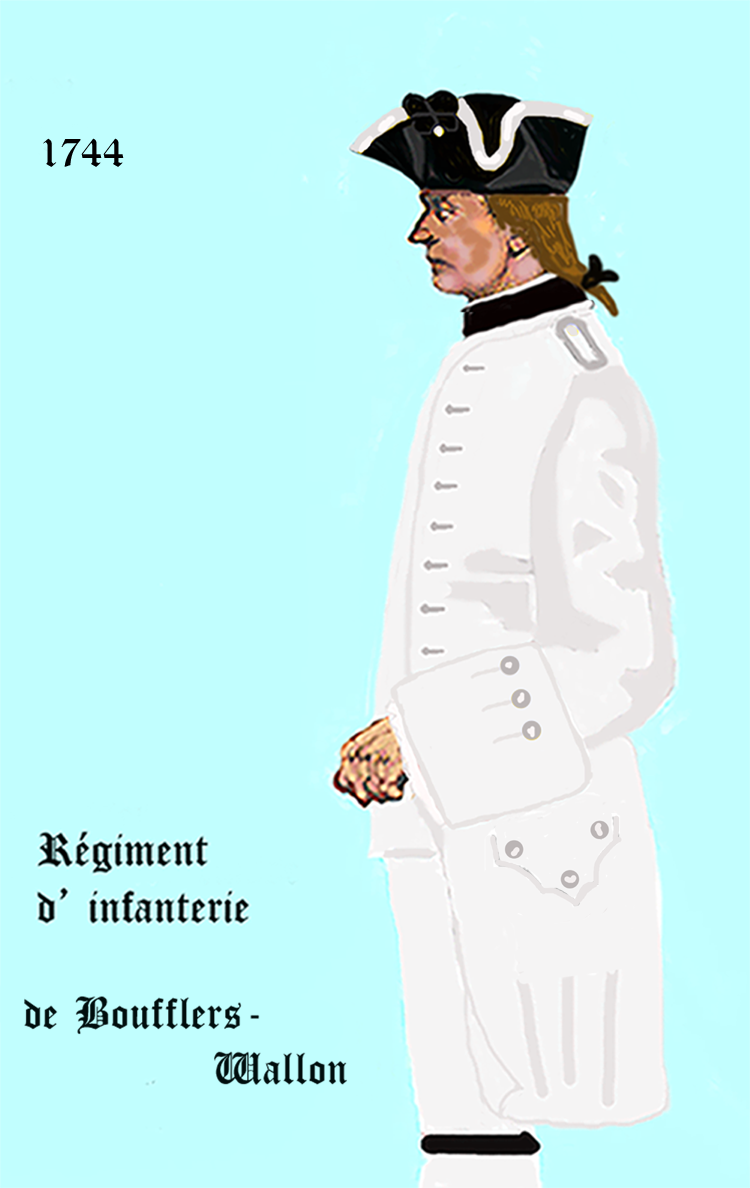
régiment de Boufflers de 1744 à 1746
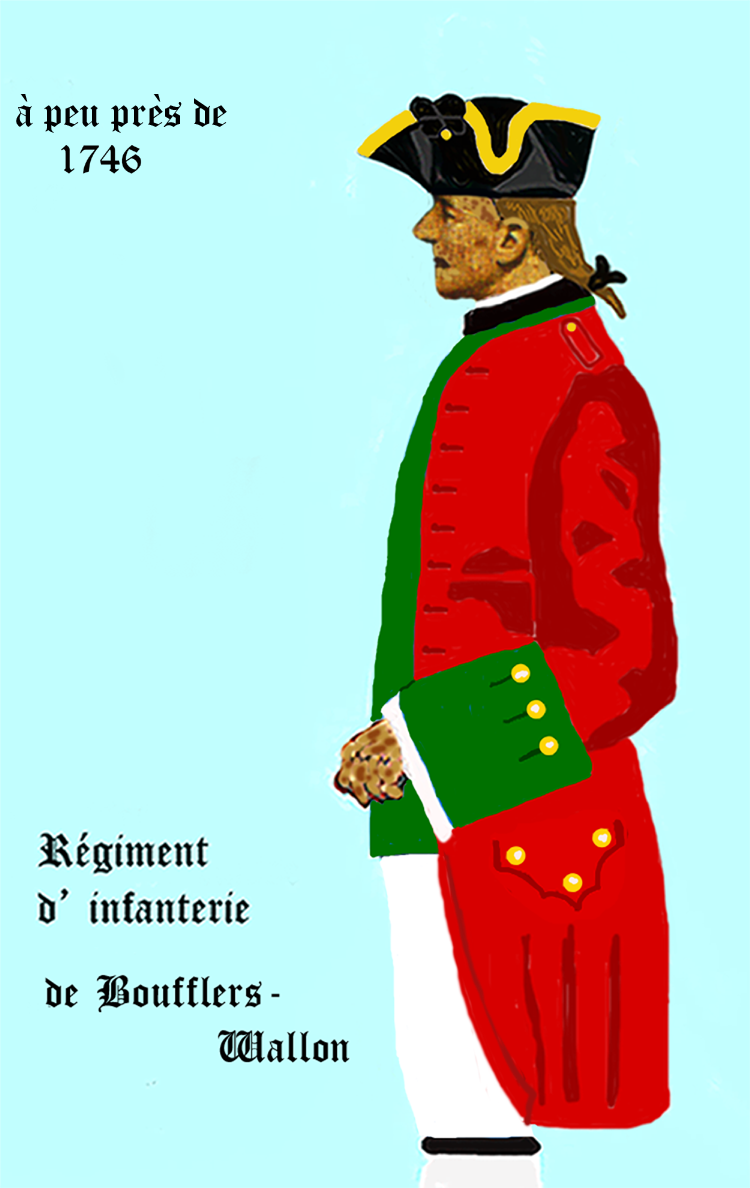
régiment de Boufflers de 1746 à 1748